# جامعه روحانیت مبارز
جامعه روحانیت مبارز با نام پیشین جامعه روحانیت مبارز تهران نهادی دینی-سیاسی است که با انگیزه‌ای دینی و با شعار نگهداشت دستاوردهای انقلاب اسلامی ایران شکل گرفت.
در سال‌های اخیر جامعهٔ روحانیت مبارز در کنار تشکل‌های همسوی خود (از جمله حزب مؤتلفه اسلامی، جامعهٔ اسلامی مهندسین، انصار حزب‌الله، جامعهٔ اسلامی دانشگاهیان، و انجمن‌های اسلامی اصناف بازار تهران) و جبهه اصولگرا، نقش مهمی در تحولات سیاسی ایران داشته است. فضل‌الله محلاتی نخستین دبیر جامعه روحانیت مبارز بود و طی سال‌های ۱۳۵۶ تا ۱۳۶۰ این مسئولیت را بر عهده داشت. پس از او (به جز دوره کوتاهی در سال ۱۳۷۵) تا سال ۱۳۹۳، محمدرضا مهدوی کنی دبیرکل جامعه روحانیت مبارز بود اما با درگذشت وی گزینه‌هایی همچون محمدعلی موحدی کرمانی، اکبر هاشمی رفسنجانی، علی‌اکبر ناطق نوری و حسن روحانی برای دبیرکلی این نهاد مطرح شدند. در نهایت در جلسه‌ای که در تاریخ ۱۱ آذر ۱۳۹۳ با حضور اعضای جامعه برگزار شد، محمدعلی موحدی کرمانی به اتفاق آراء دبیرکل جامعه روحانیت مبارز شد.

## تاریخچه
با شکست قیام پانزده خرداد ۱۳۴۲، به این موضوع پی برده شد که علت شکست، عدم وجود تشکیلاتی منسجم بوده است. در سال ۱۳۵۶ خورشیدی، به تأکید سید روح‌الله خمینی و با حمایت از مرتضی مطهری، نخستین هستهٔ جامعهٔ روحانیت شکل گرفت و اساسنامه آن هم در سال ۱۳۵۷ خورشیدی تدوین شد. برنامه‌ریزی راهپیمایی‌ها، سخنرانی در مساجد، تهیهٔ شعارها و هماهنگی و سازماندهی مبارزه ضد حکومت پهلوی عمدتاً بر عهدهٔ جامعهٔ روحانیت مبارز بود. در آذر ۱۳۵۸ خورشیدی به توصیهٔ سید روح‌الله خمینی اساسنامهٔ جدیدی تنظیم و بسیاری از بندهای اساسنامهٔ پیشین حذف شد و نام آن به «جامعهٔ روحانیت مبارز تهران» تغییر یافت. در آخرین جلسه اعضای شورای مرکزی جامعه روحانیت مبارز در تاریخ ۲۰ آذر ۱۳۹۷ نام جامعه از جامعهٔ روحانیت مبارز استان تهران به «جامعهٔ روحانیت مبارز کشور» تغییر پیدا کرد.

### حمایت از بنی‌صدر
جامعه روحانیت مبارز در نخستین انتخابات ریاست جمهوری ایران از جمله حامیان حسین حاجی پور و ابوالحسن بنی‌صدر بود. این حمایت تا مدتی نیز ادامه داشت، به نحوی که در جریان تصویب اعتبارنامه حسن آیت در مجلس اول، ماجراهایی رخ داد. خلاصه ماجرا به این شرح بود که حسن آیت بر ضد بنی‌صدر سخنانی را گفته بود. نوار سخنان حسن آیت علیه بنی‌صدر منتشر شد. پس از انتشار نوار سخنان حسن آیت علیه بنی‌صدر، بعضی از نمایندگان روحانی مجلس اول با تصویب اعتبارنامه حسن آیت به عنوان نماینده مردم در مجلس، مخالفت کردند. رأی‌گیری علنی برای تصویب اعتبارنامه حسن آیت منجر به تقدیم استعفای دو تن از روحانیون نماینده مجلس اول، به نام‌های محی‌الدین انواری و محمد شجاعی شد. رئیس وقت مجلس شورای اسلامی در این جلسه به فضل‌الله محلاتی، دبیر وقت جامعه روحانیت مبارز اجازه صحبت نداد.

### پس از بنی‌صدر
پس از انقلاب ۱۳۵۷، جامعه روحانیت مبارز به یکی از تشکل‌های سیاسی بانفوذ در ایران تبدیل شد به‌طوری‌که کاندیداهای مورد حمایت این تشکل تا سال ۱۳۷۶ خورشیدی در شش دوره از انتخابات‌های ریاست‌جمهوری ایران پیروز شدند. در سال ۱۳۶۶ افزایش اختلافات درون‌گروهی باعث شد تا انشعابی تاریخ‌ساز در این تشکل انجام شود که تا سال‌ها صحنه سیاست ایران را تحت تأثیر خود داشت. گروهی از اعضای جامعه روحانیت مبارز با اجازه و تأیید روح‌الله خمینی، از آن خارج شده و مجمع روحانیون مبارز را تأسیس کردند. در نیمه دوم دهه ۱۳۶۰ خورشیدی، روحانیت و روحانیون، معرف دو جناح راست و چپ در سپهر سیاسی ایران بودند و سایر گروه‌های سیاسی فعال در داخل نظام متحد یکی از این دو محسوب می‌شدند.
مؤسسان و اعضای شورای مرکزی جامعه روحانیت مبارز در ابتدای انقلاب عبارت بودند از: سید محمد بهشتی، مرتضی مطهری، محمد جواد باهنر، علی اکبر هاشمی رفسنجانی، محمدرضا مهدوی کنی، محمد مفتح، مهدی شاه‌آبادی، فضل‌الله محلاتی، ملکی، سید هادی خسروشاهی، عباسعلی عمید زنجانی، عرفانی، محمدعلی موحدی کرمانی، سیدمحسن هزاوه‌ای همدانی، علی‌اکبر ناطق نوری، مهدی کروبی و سید محمد موسوی خوئینی‌ها.
در انتخابات ریاست‌جمهوری ایران (۱۳۹۲) این گروه نتوانستند به انتخاب واحدی از میان نامزدهای معرفی شده برسند و در نتیجه با تقسیم‌بندی‌های داخل حزبی، اعضا به نامزدهای مختلف رای دادند.
در سال ۱۳۹۳ خورشیدی، دو تن از اعضای شورای مرکزی جامعه روحانیت سیدمحسن هزاوه‌ای همدانی و مهدوی کنی از دنیا رفتند.

## اهداف
بر پایهٔ اساسنامهٔ جامعهٔ روحانیت مبارز، اهداف این جامعه چنین عنوان شده است:
- سازماندهی روحانیت شیعه، رشد و اعتلاء آن
- تحکیم مبانی انقلاب اسلامی و دفاع همه‌جانبه از دستاوردهای آن و تقویت نظام جمهوری اسلامی
- حمایت همه‌جانبه از اندیشه فرهنگی سیاسی حضرت امام (ره) و اصل مترقی ولایت فقیه
- گسترش فضایل اخلاقی در جامعه اسلامی
- ارشاد قشرها مختلف مردم و گروه‌های فعال سیاسی، اجتماعی از طریق تبیین وظایف شرعی
- نظارت بر عملکرد مسئولان نظام و نقد دلسوزانه آنان در جهت تحقق اصل النصیحه لائمه المسلمین
- ارتباط با روحانیت سایر مذاهب اسلامی و همکاری با کلیه مراکز اسلامی در جهت تحقق اهداف دینی
- تعامل مثبت و سازنده با ادیان الهی در جهت کاهش آلام جهانی و تحقق صلح
- تأسیس مؤسسات عام‌المنفعه

## ارکان
ارکان این جامعه عبارتند از:
- هیئت مؤسس
- شورای مرکزی
- دبیرکل
- هیئت اجرائی
- هیئت داوران
- شورای مناطق
- اعضاء عمومی جامعه